# Linaria aeruginea
Linaria aeruginea, llamada comúnmente violeta de pastor, es una herbácea del género Linaria.

## Descripción
Planta herbácea vivaz, raramente anual. Tallos de postrados a erectos; los fértiles pueden tener hasta 70 cm de alto, los estériles unos 35 cm, simples o ramificados. Hojas lineales con márgenes enrollados hacia abajo (revolutos), las inferiores verticiladas y las superiores alternas. Inflorescencia de unos 31 cm de largo con entre 3-34 flores. Flores rojizas, rosas, amarillas, anaranjadas a menudo teñidas de púrpura con nervios prominentes y de 15-25 mm de largo;
Corola de 15-27 mm de largo, soldada, con espolón de 5-11 mm de largo, con un labio superior sobresaliente bilobado por la parte anterior, dos prominencias por delante de la garganta y un labio inferior con tres pétalos cortos. Cuatro estambres encerrados en el tubo corolino. Cápsula globosa. Florece en primavera.

## Distribución y hábitat
Se distribuye por el sur y este de la península ibérica y Baleares. Habita zonas rocosas y secas en colinas y montañas entre los 150-3300 m s. n. m.